# Viktorijin križ
Viktorijin križ najviše je vojno odlikovanje Ujedinjenog Kraljevstva i nekih članica Commonwealtha koje se dodjeljuje »za iskazanu hrabrost pred neprijateljem«. Utemeljila ga je britanska kraljica Viktorija tijekom Krimskog rata 29. siječnja 1856. na pritisak javnosti i medija, a prema dizajnu supruga Alberta. Prema odredbama dodjeljuje se zaslužnim pripadnicima pomorskih, kopnenih i zračnih snaga, trgovačke mornarice i civilima koji služe u ovim službama Ujedinjenog Kraljevstva, njegovih kolonija i teritorija te zemalja Commonwealtha bez obzira na njihovo podrijetlo i društveni položaj.
Za razliku od drugih visokih odličja, Viktorijin je križ jednostavan i izrađen od bronce dvaju ruskih odnosno kineskih topova zarobljenih u opsadi Sevastopolja tijekom Krimskog rata. Samo su trojica odlikovana ovim odličjem dvaput: vojni liječnici Noel Chavasse i Arthur Martin-Leake te Novozelanđanin, pješak Charles Upham. Jedini Hrvat odlikovan Viktorijinim križem bio je australski Hrvat Tom Starcevich 1947. Od 1856. do 2007. dodijeljeno je 1358 Viktorijinih križeva, a posljednji je dodijeljen 2015.

## Vanjske poveznice
- odlikovanja natuknica u mrežnom izdanju Hrvatske enciklopedije